# Juliusz Hochberger

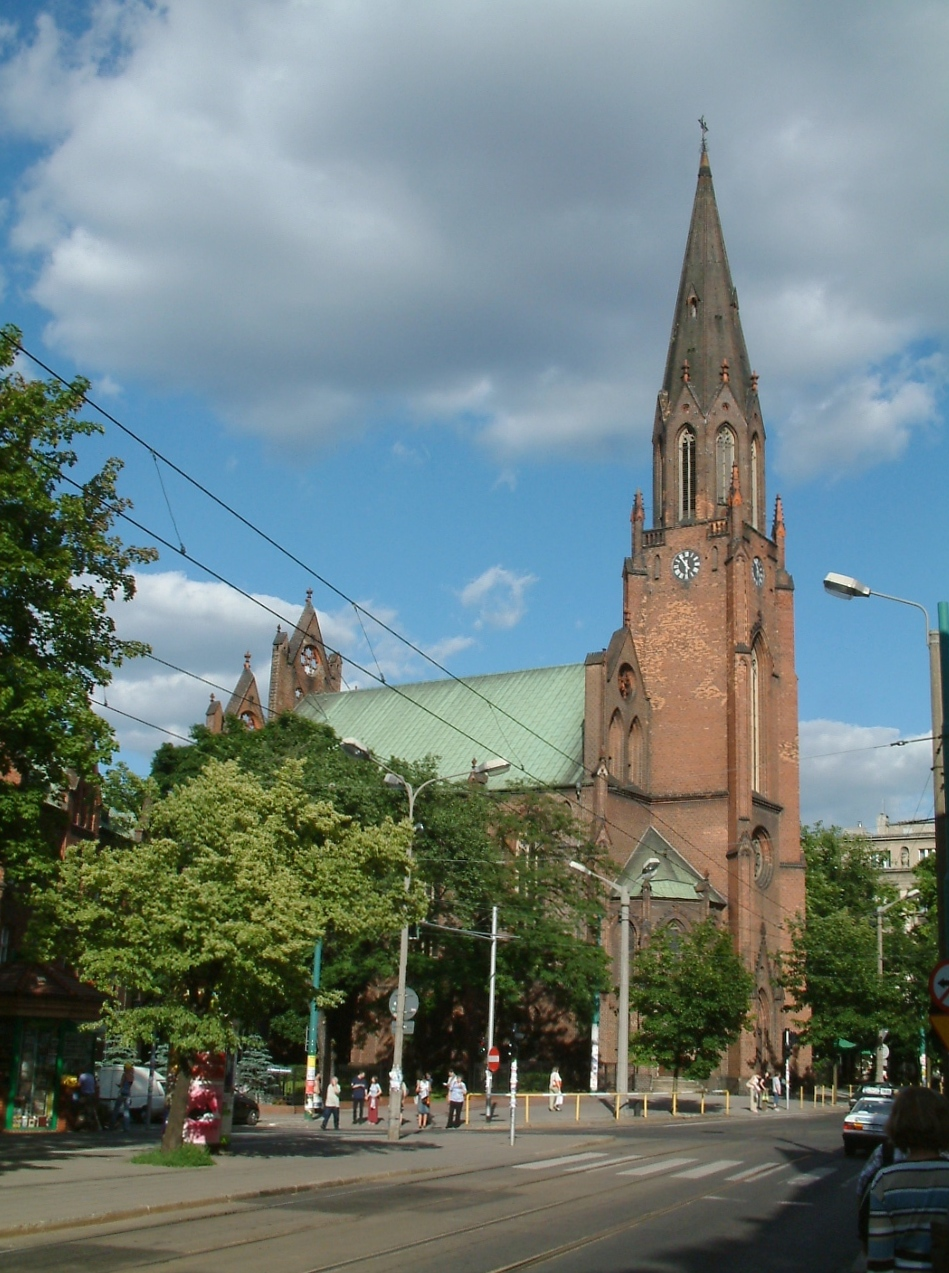
Kościół Najświętszego Zbawiciela (dawniej św. Pawła), Poznań

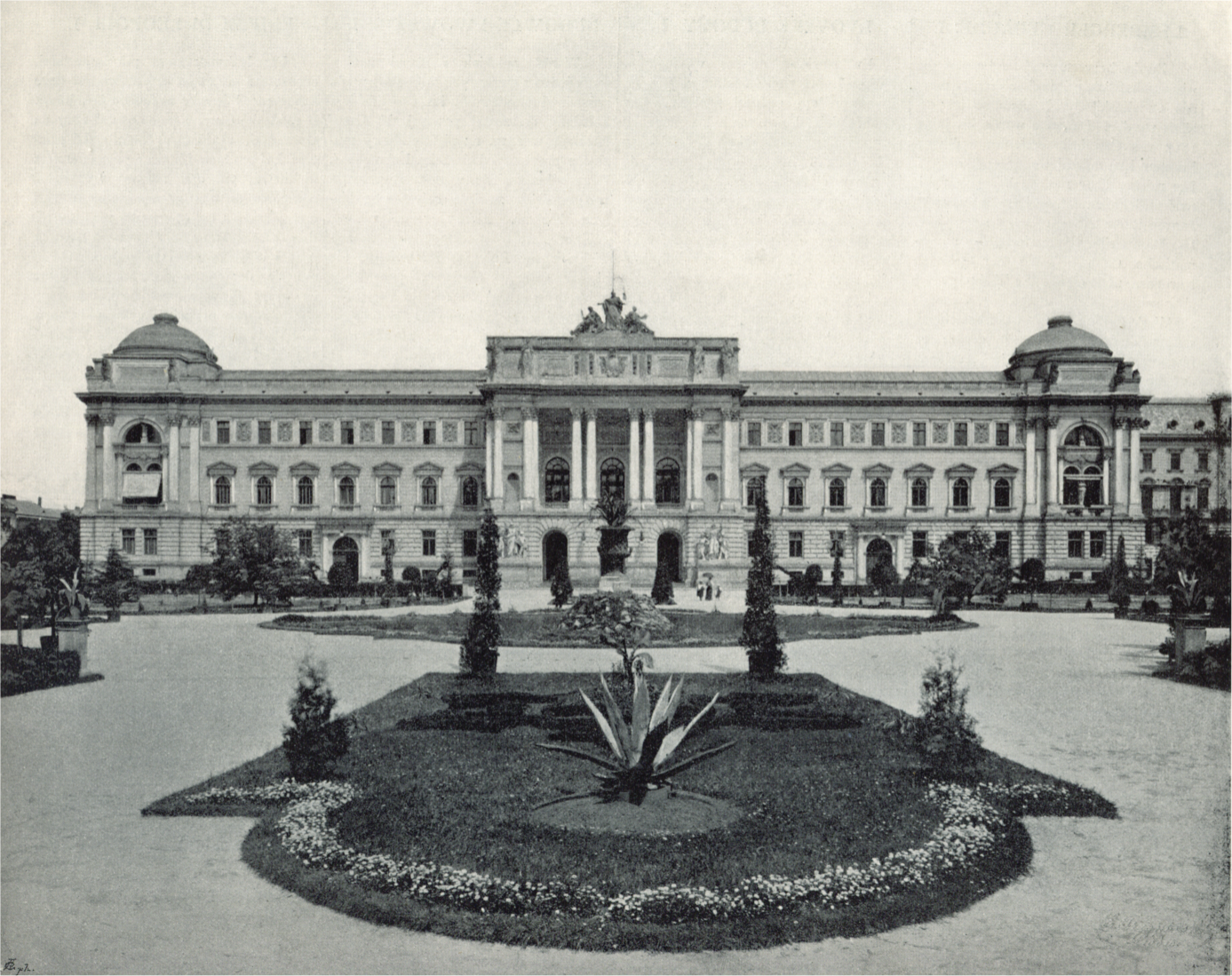
Gmach Galicyjskiego Sejmu Krajowego (obecnie Uniwersytet Lwowski), Lwów

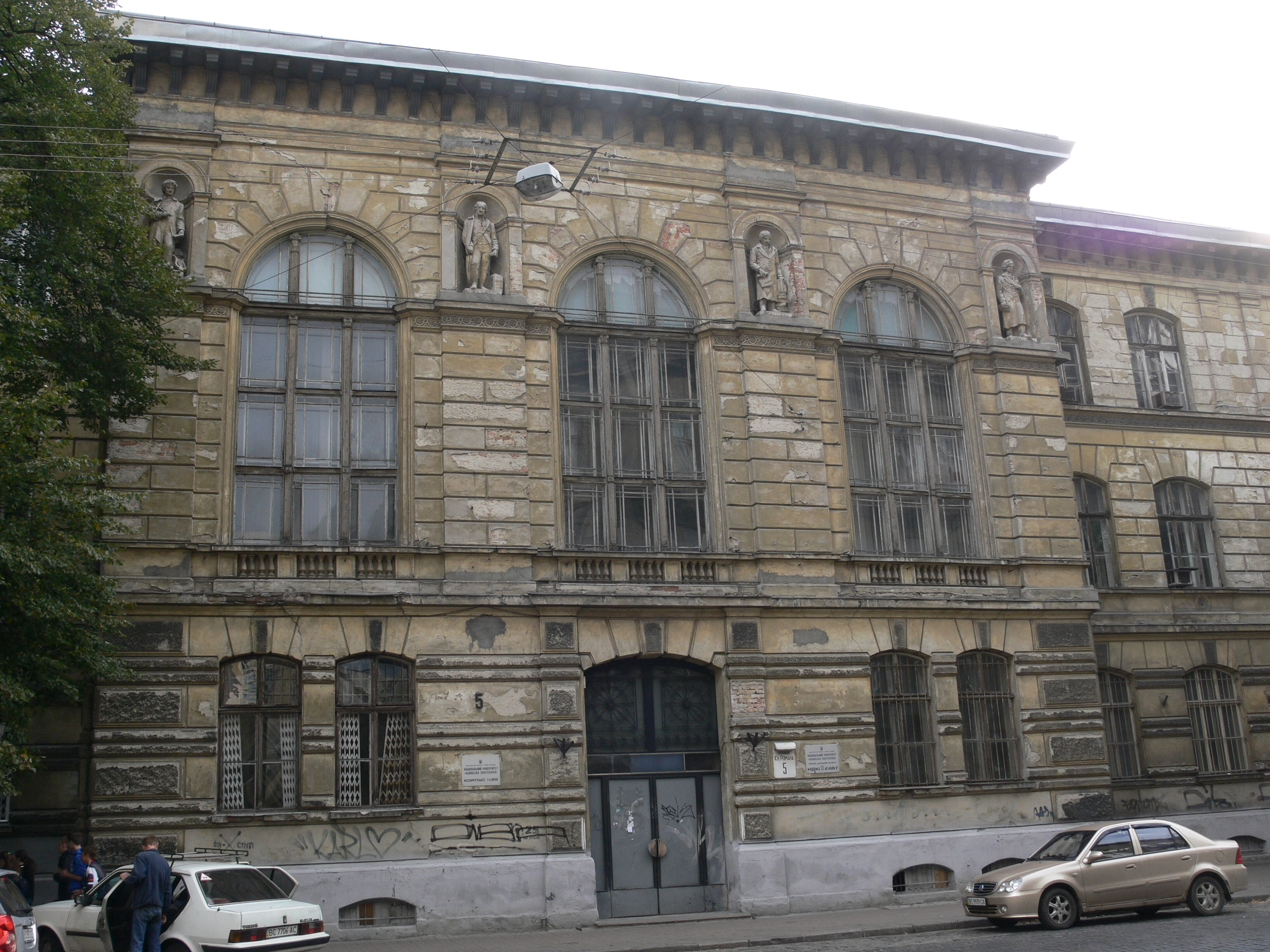
Gimnazjum nr 3 im. Franciszka Józefa I (w latach 1918-1939 im. Stefana Batorego), Lwów

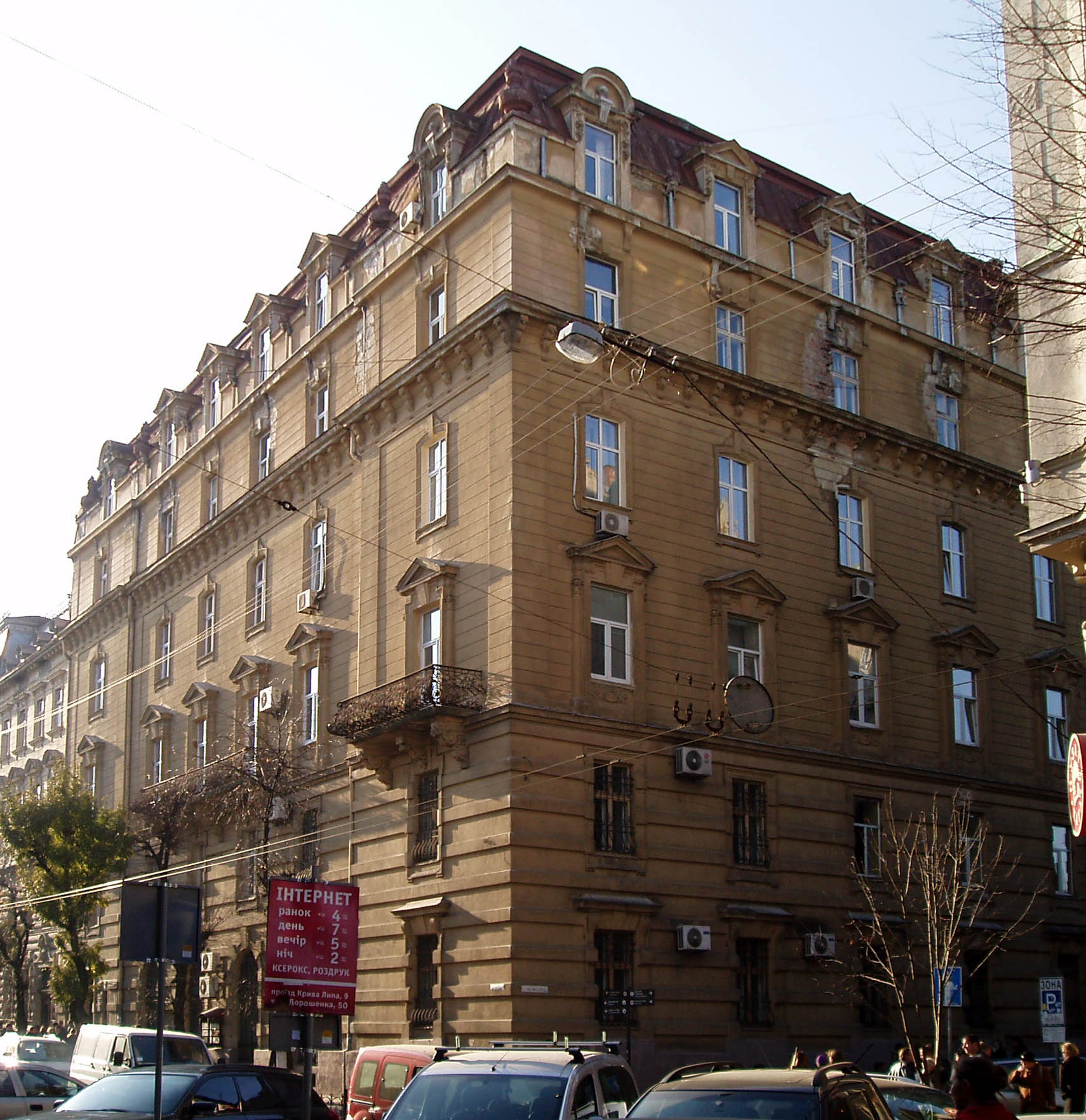
Austriacki Bank Kredytowy, Lwów

Juliusz Karol Hochberger (ur. 16 maja 1840 w Poznaniu, zm. 5 kwietnia 1905 we Lwowie) – polski architekt.

## Życiorys
Po ukończeniu gimnazjum w 1859 wyjechał do Berlina, gdzie kontynuował naukę na Królewskiej Akademii Budownictwa. Już podczas studiów okazał się wybitnym architektem, w 1866 został odznaczony srebrnym medalem w konkursie zorganizowanym z okazji rocznicy śmierci Karla Friedricha Schinkela. Po ukończeniu studiów rozpoczął praktykę u pruskich architektów i przedsiębiorców budowlanych, jego twórczość w tym czasie była różnorodna, projektował kościoły, mosty, drogi, szpitale, stacje kolejowe i dworce. Był m.in. głównym inżynierem na budowie linii kolejowej łączącej Toruń z Poznaniem. W 1872 wziął udział w konkursie na wolne stanowisko szefa Miejskiego Urzędu Budowlanego we Lwowie, wygrał go i zajmował to stanowisko przez trzydzieści trzy lata. Od 1877 należał do Towarzystwa Politechnicznego we Lwowie, od 1882 wchodził w skład rady redakcyjnej czasopisma "Dźwignia", a od 1890 do 1893 Czasopisma Technicznego. Aktywnie uczestniczył w przygotowaniach do Powszechnej Wystawy Krajowej we Lwowie. W 1894 został odznaczony Orderem Żelaznej Korony III klasy. Zmarł w 1905, spoczywa na Cmentarzu Łyczakowskim (kw. 86).

## Dorobek architektoniczny

### Kościoły
- Kościół Najświętszego Zbawiciela w Poznaniu (współautor Friedrich August Stüler) /1866-1869/;
- Kościół pw. Św. Marii Magdaleny w Pszczewie /1894-1897/;

### Budynki administracyjne
- Gmach Sejmu Krajowego Galicji, na elewacji rzeźby Teodora Rygiera, Feliksa Mikulskiego i Zygmunta Trembeckiego /1877-1881/;

### Placówki oświatowe
W 1873 sejm Austro-Węgier przyjął uchwałę zmieniającą zasady finansowania szkolnictwa, od tego czasu ciężar budowy gmachów szkolnych i ich utrzymania spadł na lokalne samorządy. Poza istniejącymi szkołami żeńskimi i męskimi wprowadzono również koedukacyjny model nauczania.  Jednym z uczestniczących w konkursach na budowę gmachów szkolnych był Juliusz Hochberger, zaprojektował:
- Gimnazjum nr III im. Franciszka Józefa I (w latach 1919-1939 im. Stefana Batorego), ulica Kniazia Romana 5 (Stefana Batorego), na elewacji rzeźby dłuta Tadeusza Barącza przedstawiające Mikołaja Kopernika, Jędrzeja Śniadeckiego, Adama Mickiewicza, Tadeusza Czackiego, Józefa Maksymiliana Ossolińskiego i Jana Długosza /1876/;
- Wyższa szkoła realna przy ulicy Wołodymyra Szuchewycza 2 (Ludwika Kubali) /1876/;
- Szkoła św. Marcina przy ulicy Żółkiewskiej 6 (św. Marcina) /1876/;
- Szkoła Marii Magdaleny u zbiegu Stepana Bandery 11 (Leona Sapiehy) i Generała Czuprynki (Andrzeja Potockiego) /1883/;
- Szkoła św. Anny przy ulicy Mykoły Łeontowycza 2 (św. Anny) przy Gródeckiej 28 /1884/;
- Szkoła im. Stanisława Staszica przy ulicy Łesi Ukrainki 45 (Skarbkowska), obecnie Ukraińska Akademia Drukarstwa /1892/;
- Szkoła im. Adama Mickiewicza przy ulicy Teatralnej 15 (Tadeusza Rutowskiego), na elewacji posąg Adama Mickiewicza dłuta Stanisława Romana Lewandowskiego /1891-1893/;

### Instytucje
- Budynek firmy ubezpieczeniowej, później Austriacki Bank Kredytowy przy ulicy Strzelców Siczowych 14 (3 maja) /1883/;
- Gmach oddziału krakowskiego Towarzystwa Ubezpieczeniowego "Florianka" przy ulicy Strzelców Siczowych 16 (3 maja) /1887/ (autorstwo tego gmachu przypisywano Ludwikowi Baldwin-Ramułtowi);

### Inne budynki i budowle
- Własna willa przy ulicy św. Cyryla i Metodego 11 (Jana Długosza) /1880/, w 1913 dom nabył rzeźbiarz Stanisław Roman Lewandowski i zlecił jego przebudowę Kazimierzowi Teodorowiczowi, obecnie przedszkole;
- Plebania cerkwi świętej Paraskiewy przy ulicy Hajdamackiej 2 (Balonowa) /1873-1876/;
- Remiza straży pożarnej na placu Kniazia Światosława (Józefa Bema);
- Remiza straży pożarnej przy ulicy Wołodymira Winniczenki (Stefana Czarnieckiego) /1884/ – nie istnieje;
- Remiza straży pożarnej przy placu Daniela Halickiego (Plac Strzelecki), współautor Ignacy Brunek, na elewacji rzeźba św. Floriana dłuta Piotra Wójtowicza /1901/;
- Maneż wojskowy przy ulicy Generała Ołeksandra Hrekowa 1 (Arciszewskich) przy Weteranów /1889-1891/;
- Przytułek dla biednych fundacji Brata Alberta u zbiegu ulicy Złotej 2 i Kleparowskiej 15 /1892-1896/;
- Kompleks zabudowań szpitalnych dla nieuleczalnie chorych przy ulicy Stepana Smal-Stockiego (Bilińskich) fundacji Antoniego i Walerii Bilińskich, współautorzy Jan Lewiński, Józef Kajetan Janowski, Adolf Wiktor Weiss i Ignacy Brunek /1891-1897/;
- Pawilon Lwowa na Powszechnej Wystawie Krajowej we Lwowie w 1894, pomysł Juliusza Hochbergera został zrealizowany przez Karela Boublíka. Po zakończeniu wystawy został przebudowany na restaurację działającą w Parku Stryjskim /1894/;
- Projekt restauracji Bramy Prochowej /1895/;
- Neogotycka brama wejściowa na Cmentarz Łyczakowski /1875, przebudowa 1901/;
- Most na Obrze w Trzcielu.